# Пачатак
«Пача́так» (рус. Начало) — дебютный музыкальный альбом белорусского исполнителя Vinsent, выпущенный в 2009 году лейблом БМАgroup.
Тексты к песням альбома написал сам Винсент. Также в работе над альбомом принимали участие битмейкеры Explosive Beats, BeatCheat, Xenothermal, Макс Корж, DJ Dudar, а также певица и VJ Первого музыкального телеканала Ольга Палюшик.

## Критика
Культуролог Максим Жбанков оценил альбом «Пачатак» на 7 баллов из 10. Позитивно была оценена бо́льшая часть текстов песен. Как отметил критик, Vinsent при исполнении абсолютно точно следует правилам стиля рэп, однако в то же время это является недостатком альбома:

В альбоме не видно реального нерва и особенной, неплакатной души артиста. Есть набор расхожих правильных нот и расхожих проверенных слов. Парень сходил в рэп. А мог бы просто погулять под дождем.— Максим Жбанков
Рецензенты портала Experty.by, в целом, нейтрально оценили альбом. По словам Сергея Будкина, «каждое из его тысячи слов имеет свой смысл»; эксперт положительно оценил также и стиль композиций, поставив итоговую оценку 9 баллов из 10. Дмитрий Безкоровайный оценил альбом в 6 баллов из 10, отметив в качестве достоинства правильную направленность мысли, отражённой в большинстве текстов: «…в отличие от многих своих коллег Винсент является представителем партии созидания, а не деструкции и прожигания жизни. У него есть не только уличные идеалы, его мысли нацелены не на баб и тачки, а на познание себя и окружающей действительности»; в противовес этому критик отметил наличие глуповатых треков и отсутствие парочки «мощных боевиков». Дмитрий Подберезский поставил альбому оценку в 5 баллов из 10, отрицательно отметив наличие «прокламационных» моментов в текстах песен (за некоторыми исключениями) а также отметив однообразие ритма в большинстве песен альбома. «…с одной стороны он [Vinsent] довольно местечковый, что касается тематики песен; с другой, г-н Винсент обладает определённым энергетическим потенциалом, который заставляет обратить внимание на то, что он делает». Олег Климов оценил альбом на 3 балла, выделив присутствие значительной части пафоса в текстах песен. «Когда практически в каждой композиции тебе, вдалбливая, начитывают о том, как офигенно любят свою Родину, закрадывается страшная мыслишка, что ещё шаг и за поворотом караулит ненависть».

## Список композиций
Все тексты написаны Винсентом.
| №                   | Название                  | Длительность |
| ------------------- | ------------------------- | ------------ |
| 1.                  | «Intro»                   | 0:22         |
| 2.                  | «Vinsent рэпрэзэнт»       | 3:48         |
| 3.                  | «Адыходзяць караблі»      | 2:56         |
| 4.                  | «Працягваю жыць»          | 3:48         |
| 5.                  | «Скіт (Выжывае...)»       | 0:39         |
| 6.                  | «Выжывае...»              | 4:10         |
| 7.                  | «Лютаўскія дажджы»        | 3:40         |
| 8.                  | «Скіт (Валадар волі)»     | 0:10         |
| 9.                  | «Валадар волі»            | 3:17         |
| 10.                 | «Бог. Радзіма. Воля»      | 3:57         |
| 11.                 | «Наша слова ў небясьпецы» | 3:26         |
| 12.                 | «Скіт (Ты на небе)»       | 0:21         |
| 13.                 | «Ты на небе»              | 3:14         |
| 14.                 | «Сапраўдныя людзі»        | 3:37         |
| 15.                 | «Восеньскі вальс»         | 3:05         |
| Общая длительность: | Общая длительность:       | 40:30        |